# 3651 Friedman
3651 Friedman è un asteroide della fascia principale. Scoperto nel 1978, presenta un'orbita caratterizzata da un semiasse maggiore pari a 2,3788087 UA e da un'eccentricità di 0,1028916, inclinata di 7,31262° rispetto all'eclittica.
L'asteroide è dedicato all'ingegnere astronautico statunitense Louis Friedman e a sua moglie Connie, in occasione del loro 25º anniversario di matrimonio.